# Sint-Pietersabdij (Brugge)

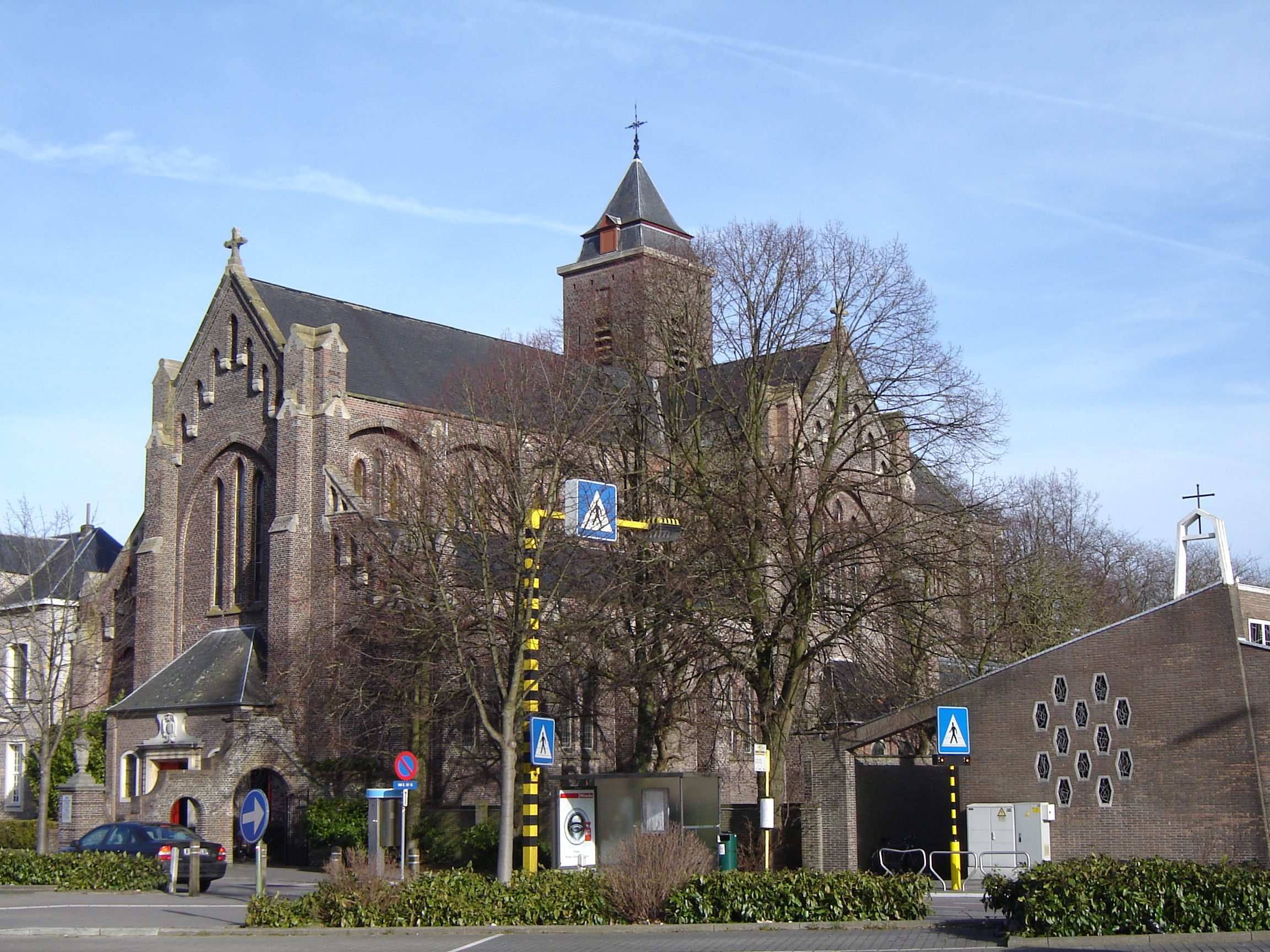
Heilig-Hart-en-Sint-Philippuskerk

De Sint-Pietersabdij was een benedictijnenabdij in Steenbrugge, Assebroek, Brugge.

## Geschiedenis
De abdij werd gesticht op initiatief van pastoor Filip Pollet (Kortrijk, 1806 - Brugge, 1880). Hij had in 1875 in Steenbrugge een perceel gekocht waarop mogelijk ooit de Sint-Trudoabdij had gestaan, die tijdens de reformatie aan het einde van de 16e eeuw werd verwoest en verlaten.
Er werd een kerk en een school gebouwd, en er kwamen in 1876 ook zusters Franciscanessen uit Manage om de school te bedienen. Deze zusters  bleven er tot in 1955.
Pollet zocht vervolgens naar monniken en vond deze in de Abdij van Dendermonde. In 1879 werd toestemming verleend om tot de stichting van een klooster over te gaan waarop een viertal monniken uit Dendermonde naar Steenbrugge kwamen. In 1890 werd het klooster tot priorij verheven. Dom Amandus Mertens werd de eerste prior. In 1896 werd de priorij tot abdij verheven en werd Amandus Mertens de eerste abt. De naam was toen: Abdij van het Heilig Hart en Sint-Philippus. In 1903 kwam er een eigen noviciaat. De abdij deed veel voor de bevordering van de liturgie en sommige monniken zetten zich ook in voor de Vlaamse beweging.
In 1926 werd abt Mertens opgevolgd door Gabriël Willems, die in 1932 weer werd opgevolgd door Modest van Assche. In 1934 kreeg de abdij van paus Pius IX het opvolgingsrecht van de Sint-Pietersabdij in Oudenburg, die bestaan had van 1086 tot 1797. Het wapenschild van deze abdij werd overgenomen en de abdij van Steenbrugge heette voortaan: Sint-Pietersabdij.
In 1947 werd Isidoor Lambrecht de vierde abt van Steenbrugge en de 55e abt van Oudenburg. In 1955 stichtte hij de parochie van het Heilig Hart en Sint-Philippus, in de kerk van de abdij.
In 1967 werd Eligius Dekkers abt van de Sint-Pietersabdij. Hij maakte van de abdij een levendig intellectueel centrum, voornamelijk door het tot stand komen van de studie over de kerkvaders, het Corpus Christianorum.
Na zijn ontslag in 1981 werd hij opgevolgd door Anselm Hoste (1931-2017). Deze nam onstslag in 1994. Na hem, als gevolg van het dalende aantal monniken, werd de abdij bestuurd door een prior. De monniken, tot een tiental teruggeslonken, verlieten hun abdij en namen hun intrek in een nieuwbouw die ernaast werd opgetrokken. De abdijgebouwen werden overgenomen door het Centrum voor het katholiek onderwijs in het bisdom Brugge.

## De abten
- Amandus Mertens (1896-1926)
- Gabriël Willems (1926-1932)
- Modest Van Assche (1932-1945)
- Isidoor Lambrecht (1947-1967)
- Eligius Dekkers (1967-1981)
- Anselm Hoste (1981-1994)

## Gebouwen
De abdij is gelegen nabij het Kanaal Gent-Brugge.
Omstreeks 1876 bestonden de gebouwen, naast een lagere school, uit een kerk, een pastorie en een zusterklooster, alle in neogotische stijl. Het zusterklooster werd eind 20e eeuw door een nieuwbouw vervangen. De pastorie werd uitgebouwd tot abdij. In 1956 werd een nieuwe vleugel aangebouwd. Op het kerkhof staat een grafmonument voor Modest van Assche (1965). In 1958 werd op het terrein van de abdij een atelier gebouwd door de kunstschilder Albrecht Lefebvre. In een afhankelijkheid, vroegere hoeve, werd gedurende een paar decennia het archief van Cyriel Verschaeve bewaard en geïnventariseerd.
De abdijkerk, tevens parochiekerk, bleef ongewijzigd, behalve het portaal uit 1952 en de toren, die na de Eerste Wereldoorlog werd vervangen. Binnenin de kerk werden schilderingen aangebracht die betrekking hebben op de Sint-Pietersabdij van Oudenburg. De glas-in-loodramen werden gemaakt door de ceramist Rogier Vandeweghe. De kerk bezit een 17e-eeuws borstbeeld van de heilige Arnoldus en, in de doopkapel, een Mariabeeld dat fragmenten bevat van het miraculeuze beeld van Onze-Lieve-Vrouw van Affligem.

## Publicaties
Vanaf 1948 gaf de abdij het jaarboek: Sacris Erudiri. Jaarboek voor Godsdienstwetenschappen uit. Daarnaast ook: Pretiosas Margaritis, waarin Nederlandse vertalingen van godsdienstige meesterwerken, Minuscula Mediaevalia, Florilegia, Librije, een tijdschrift voor godsdienst, kunst en cultuur, sinds 1971 ook Woord en Bezinning, met lezingen van monniken en monialen uit Nederland en Vlaanderen.
Vooral was er Corpus Christianorum, de wetenschappelijke editie van de geschriften der Kerkvaders, waarvan het eerste deel in 1954 verscheen. Daarna volgden meer dan 400 delen in de verschillende Series van het Corpus Christianorum.